# ال‌ان‌بی

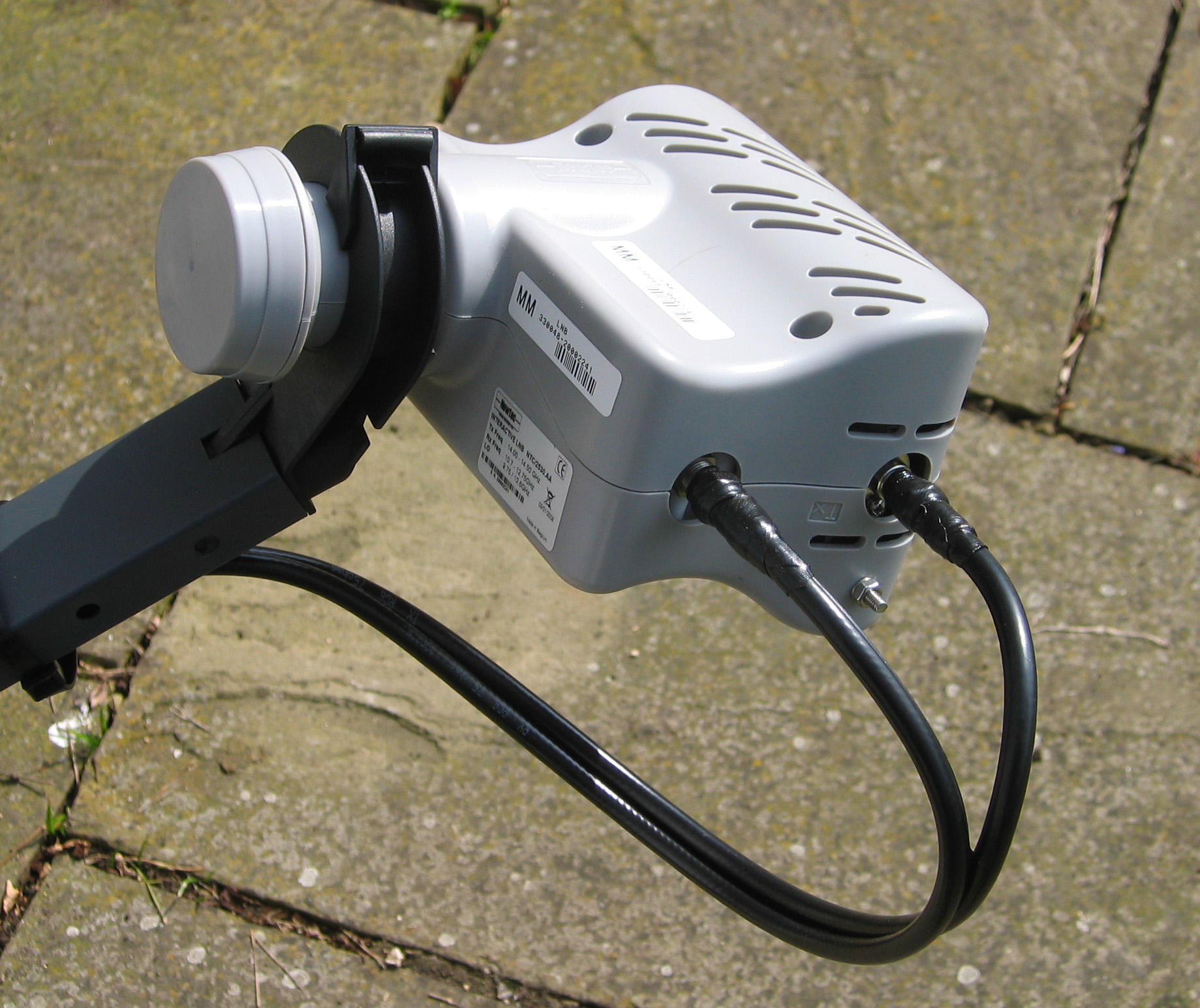

اِل‌اِن‌بی (Low noise block : قطعه کم‌نویز)، وسیله‌ای است که امواج ماهواره‌ای هم‌گراشده از سوی دیش ماهواره را به سیگنال الکتریکی تبدیل کرده و پس از تقویت دامنه و تبدیل فرکانس رادیویی (RF) به فرکانس میانی (IF)، آن را به رِسیور (گیرنده) می‌دهد.
برای رسیدن به بهترین حالت دریافت سیگنال، ال‌ان‌بی باید در کانون دیش قرار گیرد.

## اجزای ال‌ان‌بی
ال‌ان‌بی چهار بخش اصلی دارد؛
- موج‌بَر شیپوری (Horn waveguide) که امواج کانونی‌شده را از دیش می‌گیرد.
- دو آنتن کوچک سوزنی‌شکل عمودبرهم در انتهای موج‌بر که امواج را از موج‌بر گرفته و به سیگنال الکتریکی تبدیل می‌کنند. یکی از آنتن‌ها برای امواج با پلاریزاسیون عمودی، و دیگری برای پلاریزاسیون افقی است.
- تقویت‌کنندۀ کم‌نویز سیگنال (LNA, Low noise amplifier).
- تبدیل‌کنندۀ کم‌نویز فرکانس رادیویی (RF) به فرکانس میانی (IF).

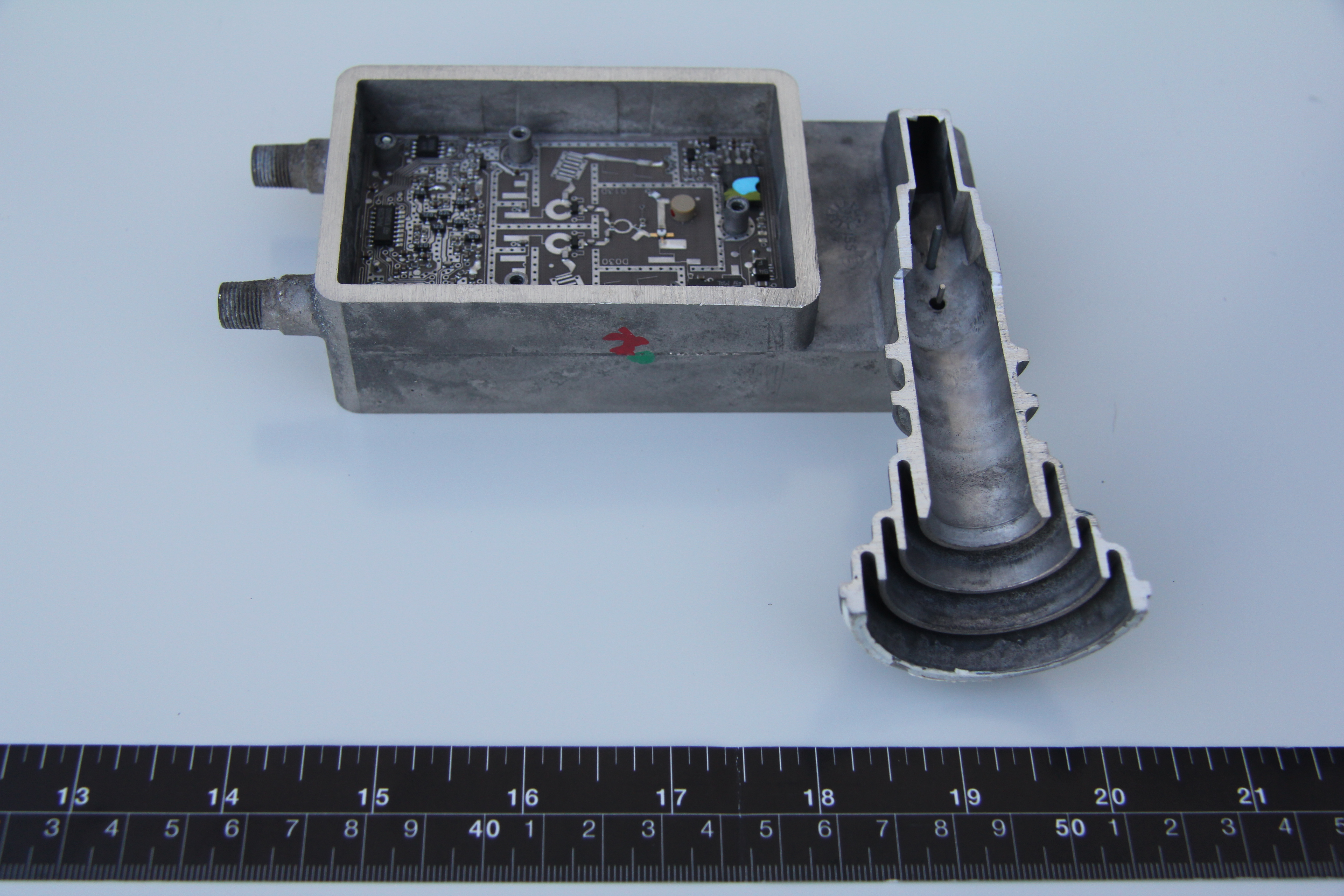
برش مقطعی یک ال‌ان‌بی با قابلیت دریافت تنها یک پلاریزاسیون و در دو باند فرکانسی.

## عملکرد ال‌ان‌بی
امواج ماهواره‌ای تلویزیونی در دو باند C و Ku پخش می‌شوند.
- باند C به امواج با فرکانس حامل (کاریِر) ۲ الی ۶ گیگاهرتز گفته می‌شود.
- باند Ku امواج با فرکانس حامل ۸ الی ۱۴ گیگاهرتز را شامل می‌شود.

در انتهای بخش شیپوری ال‌ان‌بی، دو آنتن کوچک میله‌ای، عمود بر هم قرارگرفته‌اند که یکی برای دریافت امواج با پلاریزاسیون عمودی (وِرتیکال)، و دیگری برای دریافت امواج با پلاریزاسیون افقی (هُوریزُونتال) است.
سیگنال هر آنتن به یک تقویت‌کنندۀ ترانزیستوری می‌رود که آن‌را تقویت کرده، به میکسر می‌دهد. یک نوسان‌ساز محلی (LO) نیز فرکانسی حدود ۱۰ گیگاهرتز را تولید کرده، به میکسر می‌دهد. در میکسر، این دو سیگنال (دریافت‌شده از آنتن و نوسان‌ساز محلی) مخلوط شده و پس از فیلترشدن، سیگنالِ فرکانس میانی (IF) را می‌سازند (۹۵۰-۲۰۰۰ مگاهرتز). این سیگنال هم تقویت شده و با کابل کواکسیال ۷۵ اهمی به رسیور فرستاده می‌شود.
پلاریزاسیون عمودی و افقی با تغییر ولتاژ ورودی به ال‌ان‌بی (۱۳ و ۱۸ولت) انتخاب می‌شود.

## انواع ال‌ان‌بی از نظر فرکانس اسیلاتور (LO)
ال‌ان‌بی‌ها با توجه به قابلیت دریافت فرکانس‌های مختلف، دسته‌بندی می‌شوند؛

- Standard LNB 10.0 GHz LO: اغلب ال‌ان‌بی سوئیچینگ مارکونی نامیده می‌شود و در یک باند فرکانسی کار می‌کند. عدد نویز (Noise figure) آن ۱ دسی‌بل یا کمتر است و  پلاریزاسیون‌، با ولتاژ ۱۴ و ۱۸ ولت از رسیور انتخاب می‌شود. عدد نویز،تفاوت (بر حسب دسی‌بل) مقدار سیگنال-به-نویز ورودی و خروجی ال‌ان‌بی است.
- Enhanced LNB 9.75 GHz LO: از فرکانس ۱۰۷۰۰ تا ۱۱۷۰۰ مگاهرتز کار می‌کند و عدد نویز آن، ۱ دسی‌بل یا کمتر است.
- Universal LNB 9.75 and 10.60 GHz LO: در دو باند ۱۰۷۰۰ -۱۱۸۰۰ و ۱۱۶۰۰ -۱۲۷۰۰ مگاهرتز کار می‌کند. این ال‌ان‌بی احتیاج به یک سیگنال با فرکانس ۲۲ کیلوهرتز با دامنه ۵ ولت برای انتخاب اسیلاتور محلی ۱۰۶۰۰ مگاهرتز خود دارد. وگرنه، از اسیلاتور ۹۷۵۰ مگاهرتز خود استفاده خواهد کرد. از این ال‌ان‌بی در گیرنده‌های خانگی دیجیتال و آنالوگ استفاده می‌شود.
- Twin output LNB: دو نوع Enhanced و Standard دارد. دو خروجی ال‌ان‌بی برای تغذیه‌ دو رسیور استفاده می‌شوند. پلاریزاسیون هر خروجی می‌تواند با ولتاژهای ۱۴و ۱۸ ولت رسیور تغییر کند. ال‌ان‌بی‌هایی با ۴ و ۸ و حتی ۱۶ خروجی نیز هستند که در آنتن‌ مرکزی کاربرد دارند.

## ال‌ان‌بی از نظر باند فرکانس
تقسیم‌بندی ال‌ان‌بی‌ها بر اساس باند فرکانسی چنین است:
- ۸۰۰ مگاهرتز تا ۲ گیگاهرتز (باند L)
- ۲ تا ۳ گیگاهرتز (باند S)
- ۳ تا ۶ گیگاهرتز (باند C)
- ۷ تا ۹ گیگاهرتز (باند X)
- ۱۰ تا ۱۷ گیگاهرتز (باند KU)
- ۱۸ تا ۲۲ گیگاهرتز (باند Ka)

## تنظیم جهت ال‌ان‌بی برای ماهوارۀ هات‌بِرد
از چالش‌های تنظیم‌کردن دیش، تنظیم جهت (زاویه) ال‌ان‌بی نسبت به سطح افق است. برای دریافت فرکانس‌های عمودی و افقی ماهوارۀ هات‌بِرد با کیفیت مناسب، زاویه ال‌ان‌بی حول محور دیش می‌بایست به درستی تنظیم شود. به این منظور، راستای محل اتصال کابل به ال‌ان‌بی باید حدوداً در موقعیت عقربه‌ کوچک ساعت در ساعت چهار و نیم قرار گیرد.